# Renato Barneschi
Renato Barneschi (Dolceacqua, 23 giugno 1928 – Roma, 29 gennaio 1987) è stato uno scrittore e giornalista italiano, vincitore del Premio Bancarella nel 1983 con Vita e morte di Mafalda di Savoia a Buchenwald.

## Biografia
Di origine tosco-umbra, studia Giurisprudenza presso l'Università di Perugia. Si dedica in seguito al giornalismo. Nel 1987, anno della sua morte, è a capo della redazione romana di Oggi. Scrive per la radio, per la televisione e per il cinema (il suo soggetto cinematografico Stress vince nel 1973 il Premio Cetona). È il primo scrittore esordiente a vincere il Premio Bancarella nel 1982, grazie anche al grande successo di vendita del volume (500 000 copie). Nel 1986, sulla base di decenni di ricerche e scoperte importantissime (dovute anche alle rivelazioni di membri della famiglia Savoia), pubblica un altro libro di grande successo, Elena di Savoia. Storia e segreti di un matrimonio reale. È l'ideatore e il direttore artistico della Positano Top Parade, rassegna presieduta da Franco Zeffirelli che premia gli spettacoli teatrali, i film, i programmi televisivi e le canzoni che hanno incontrato il maggiore successo di pubblico. La rassegna, nata nel 1983 e trasmessa da Rai 2, prosegue fino ad un anno prima della morte del suo ideatore.
Il suo figlio primogenito, Gianluca, pur svolgendo la carriera di avvocato, si è dato anch'egli alla saggistica storica, pubblicando Balvano 1944. I segreti di un disastro ferroviario ignorato (2005), Premio Speciale Basilicata, per la saggistica storica 2005 e L'inglese che viaggiò con il re e Badoglio (2013), Premio Cerruglio 2013.

## Opere
- Frau von Weber. Vita e morte di Mafalda di Savoia a Buchenwald, 1982, Rusconi.
- Elena di Savoia. Storia e segreti di un matrimonio reale, 1986, Rusconi.
- La Traviata di Giuseppe Verdi nel film di Franco Zeffirelli con Franco Zeffirelli e Riccardo Mezzanotte, 1983, Mondadori